# 克莱奥帕特拉的凯旋

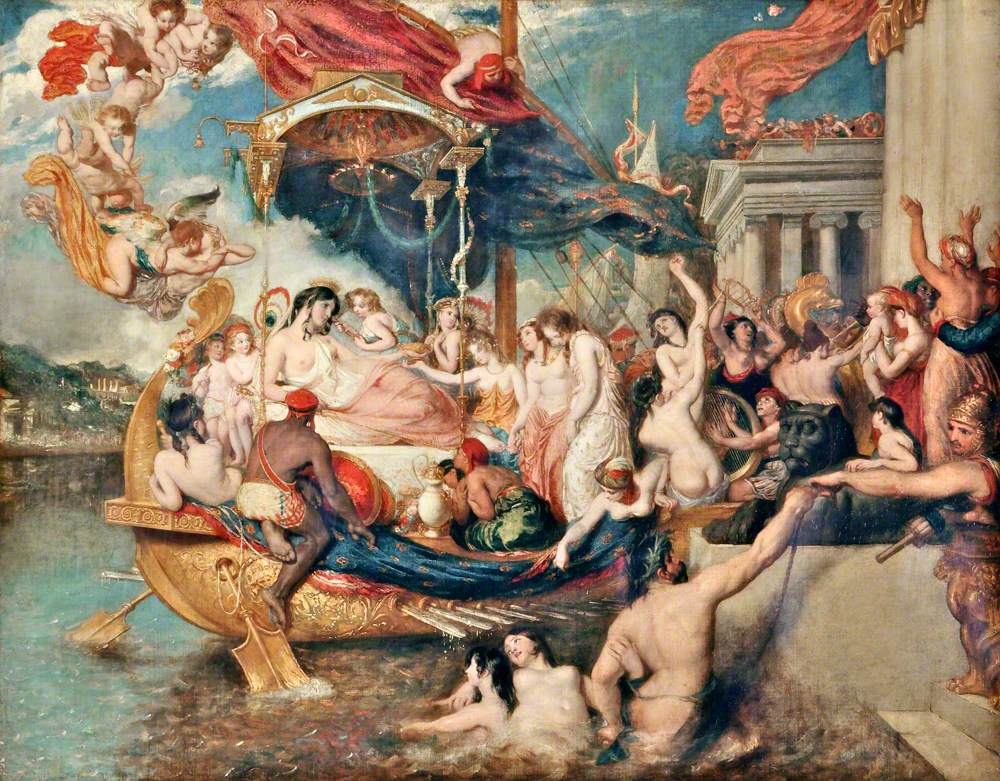
The Triumph of Cleopatra, 1821, 106.5 by 132.5 cm

《克莱奥帕特拉的凯旋》，也被稱為《克莱奥帕特拉抵達奇里乞亞》、《克莱奥帕特拉抵達奇里乞亞》，是英國藝術家威廉·埃蒂的一幅油畫。它於1821年首次展出，現在位於默西塞德郡陽光港的利弗夫人美術館。在1810年代，埃蒂在皇家藝術學院的教職員工和學生中廣受尊重，尤其是因為他對色彩的運用和描繪逼真膚色的能力。儘管他在1811年以來的每一次夏季展覽會上都展出過，但他幾乎沒有引起商業或評論界的興趣。1820年，他展出了《寻找珊瑚者》，展示了鍍金船上的裸體人物。這幅畫引起了弗朗西斯·弗里林爵士的注意，他委託創作了一幅規模更大的類似畫作。
克利奧帕特拉的勝利描繪了普魯塔克的《安東尼生平》和莎士比亞的《安東尼與克利奧帕特拉》中的一個場景，其中埃及女王克利奧帕特拉乘坐裝飾華麗的船前往奇里乞亞的塔爾蘇斯，以鞏固與羅馬將軍馬克安東尼的聯盟。畫面刻意局促而擁擠，描繪了一大群脫衣狀態各異的人聚集在岸邊觀看船隻的到來；船上還有很多人。雖然這幅畫並未受到媒體的普遍讚賞，但這幅畫立即獲得成功，幾乎一夜之間讓威廉·埃蒂名聲大噪。受到好評的鼓舞，埃蒂在接下來十年的大部分時間裡致力於創作更多包含裸體人物的歷史畫作，並因其將裸體與道德信息相結合而聞名。